# Faltonia Betitia Proba

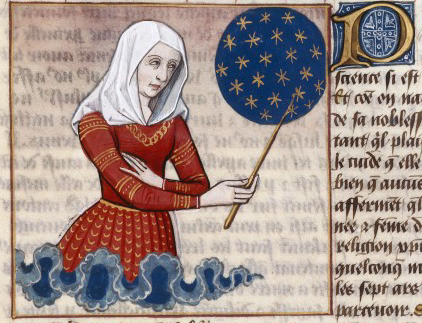
Faltonia Proba naucza historii świata poprzez swoje Cento Vergilianus de laudibus Christi. Miniatura z XV-wiecznego rękopisu De mulieribus claris Giovanniego Boccaccio

Faltonia Betitia Proba (ur. 306–315, zm. 353–366) – rzymska, chrześcijańska poetka i arystokratka. Najprawdopodobniej pierwsza poetka chrześcijańska, której dzieła przetrwały do dziś. Skomponowała m.in. Cento Vergilianus de laudibus Christi – centon ułożony z wersetów Wergiliusza, uporządkowanych w celu stworzenia epickiego wiersza skoncentrowanego na życiu Jezusa.

## Życiorys
Proba należała do wpływowej rodziny z IV wieku – Petronii Probi. Jej ojcem był Petroniusz Probianus, rzymski konsul, a jej matka prawdopodobnie nazywała się Demetria. Miała brata Petroniusza Probinusa, mianowanego konsulem w 341, również jej dziadek – Pompeius Probus, był konsulem (w 310 r.). Faltonia wyszła za mąż za Clodiusa Celsinusa Adelphusa, prefekta Rzymu w roku 351, należącego do wpływowego rodu Anicia. Mieli co najmniej dwóch synów – Quintusa Clodiusa Hermogenianusa Olybriusa i Faltoniusa Probusa Alypiusa, którzy zostali wysokimi oficerami w armii rzymskiej. Miała także wnuczkę Anicię Faltonia Proba, córkę Olybriusa i Tirrani Anici Juliany.
Jej rodzina była pogańska, lecz gdy Proba dorosła, przeszła na chrześcijaństwo, po Probie nawrócili się również jej mąż i synowie. Proba zmarła przed Celsinusem, prawdopodobnie została pochowana ze swoim mężem w bazylice Sant’Anastasia al Palatino w Rzymie, gdzie do XVI wieku znajdował się ich nagrobek, przeniesiony następnie do Villa Borghese; później zaginął.
Wraz z mężem była właścicielką ogrodów Horti Aciliorum na wzgórzu Pincian.

## Dzieła
Dwa wiersze są przypisywane Probie, lecz tylko jeden z nich przetrwał do naszych czasów. Większość współczesnych uczonych przyjmuję Probę jako autorkę tych dzieł, lecz część badaczy jako autorkę podaje jej siostrzenicę – Anicię Faltonię Proba.

### Constantini bellum adversus Magnentium
Pierwszy wiersz, który nie przetrwał do naszych czasów, nazywał się Codex Mutinensis – Constantini bellum adversus Magnentium (Wojna Konstantyna z Magnencjuszem). Opowiadał o wojnie między cesarzem rzymskim, Konstancjuszem II, a uzurpatorem Magnencjuszem. Proba zaangażowana była w wojnę za pośrednictwem swojego męża, Clodiusa Celsinusa Adelphusa, który w 351 roku był prefektem Rzymu.

### Cento Vergilianus de laudibus Christi
Najsłynniejszym dziełem Proby jest centon Wergiliusza – zbiór wersetów wyodrębnionych z kilku dzieł Wergiliusza, z minimalnymi modyfikacjami, zatytułowanych Cento Vergilianus de laudibus Christi. 694 wersy podzielone są na proemium z inwokacją (wersy 1–55), fragmenty ze Starego Testamentu (wersy 56–345), fragmenty z Nowego Testamentu (wersy 346–688) i epilog (wersy 689–694).